# Iftikhar ad-Daula
Iftikhar ad-Daula (también conocido como Iftikhar ad-Dawla, que significa «orgullo de la nación») fue el gobernador fatimí de Jerusalén durante el sitio de 1099 durante la Primera Cruzada. El 15 de julio rindió Jerusalén a Raimundo de Tolosa en la Torre de David, y fue escoltado fuera de la ciudad con su guardia.
Se conocen pocos datos sobre Iftikhar ad-Daula, aunque es mencionado como gobernador de Ascalón posteriormente a la caída de Jerusalén, lo cual sugiere que pudiera haber sido el gobernador fatimí de toda Palestina. El cronista sirio Bar-Hebraeus se refiere a él como "un hombre de la región de los egipcios", lo cual podría indicar que era un hombre de origen nubio o sudanés, dado que los orígenes turcos o árabes a menudo se especifican así. La autobiografía de Usamah ibn Munqidh menciona a un emir llamado Iftikhar ad-Daula cuya hermana estaba casada con su tío, el gobernador de Shaizar.

## Defensa de Jerusalén
Iftikhar ad-Daula tenía una fuerte guarnición compuesta por tropas árabes y sudanesas. Cuando recibió noticias del avance de los cruzados (a los que ellos denominaban Francos) envenenó todos los pozos de agua del exterior de Jerusalén, hizo llevar las provisiones de los campos dentro de la ciudad y envió un mensaje urgente a Egipto solicitando refuerzos. Luego ordenó a todos los cristianos, la mayoría de la población en aquel momento, que evacuasen la ciudad, y permitió a los judíos que permaneciesen en ella. Aunque la guarnición estaba bien provista, no había suficientes hombres para proteger todas las murallas, y se vio superado por un asedio que duró seis semanas.